# Retro Futurism
Retro Futurism (стилизуется как REtro Futurism) — второй и последний мини-альбом южнокорейского трио Triple H. Он был выпущен 18 июля 2018 года компанией Cube Entertainment, а ее ведущим синглом является «Retro Future».

## Предпосылки и релиз
26 июня 2018 года источник из Cube Entertainment заявил, что группа вернется 18 июля без каких-либо дополнительных подробностей.  В тот же день группа рассказала в интервью журналу, что темой для этого альбома будет сотрудничество ретро и футуризма, в результате чего название альбома, Retro Futurism. Они также показали, что они собирались в то время, когда люди использовали мобильные телефоны и пейджеры, а также были вдохновлены ретро-певцами. 13 июля группа показала список треков через видео на различных платформах.
Альбом был выпущен 18 июля 2018 года через несколько музыкальных порталов, в том числе MelOn в Южной Корее и iTunes для мирового рынка.

## Трек-лист
| №                   | Название               | Текст песни                            | Музыка                                 | Arrangement                            | Длительность |
| ------------------- | ---------------------- | -------------------------------------- | -------------------------------------- | -------------------------------------- | ------------ |
| 1.                  | «Feeling» (느낌)       | JayJay (MosPick) Hyuna E'Dawn          | JayJay (MosPick) E'Dawn                | JayJay (MosPick)                       | 3:29         |
| 2.                  | «Retro Future»         | Hyuna E'Dawn Lim Kwang-wook Yummy Tone | Lim Kwang-wook Yummy Tone Hyuna E'Dawn | Lim Kwang-wook Yummy Tone              | 3:15         |
| 3.                  | «Show ME»              | 1of1 E'Dawn                            | 1of1 Lee Dong-wook                     | 1of1 ELTO                              | 3:54         |
| 4.                  | «Retro Future» (Inst.) |                                        | Lim Kwang-wook Yummy Tone Hyuna E'Dawn | Lim Kwang-wook Yummy Tone Hyuna E'Dawn | 3:15         |
| Общая длительность: | Общая длительность:    | Общая длительность:                    | Общая длительность:                    | Общая длительность:                    | 13:53        |

## Чарты
| Чарты (2018)               | Высшая позиция |
| -------------------------- | -------------- |
| South Korean Albums (Gaon) | 8              |